# 43e Assemblée générale de l'Île-du-Prince-Édouard
La 43e Assemblée générale de l'Île-du-Prince-Édouard fut en séance du 25 septembre 1935 au 21 avril 1939. Le Parti libéral dirigé par Walter Maxfield Lea forma le gouvernement en gagnant tous les sièges à la législature. Thane Alexander Campbell devint Premier ministre et chef de parti en 1936 à la mort de Walter Lea.
Stephen S. Hessian fut élu président.
Il y eut cinq sessions à la 43e Assemblée générale :
| Session | Début             | Fin               |
| ------- | ----------------- | ----------------- |
| 1re     | 25 septembre 1935 | 25 septembre 1935 |
| 2e      | 30 mars 1936      | 18 avril 1936     |
| 3e      | 22 mars 1937      | 16 avril 1937     |
| 4e      | 28 mars 1938      | 22 avril 1938     |
| 5e      | 20 mars 1939      | 20 avril 1939     |

## Membres

### Kings
| Circonscription | Membre de l'assemblée | Membre de l'assemblée | Parti   | Conseiller | Conseiller         | Parti   |
| --------------- | --------------------- | --------------------- | ------- | ---------- | ------------------ | ------- |
| 1er Kings       |                       | Peter A. MacIsaac     | Libéral |            | Herbert H. Acorn   | Libéral |
| 2e Kings        |                       | Harry H. Cox          | Libéral |            | James P. McIntyre  | Libéral |
| 3e Kings        |                       | John Mustard          | Libéral |            | Stephen S. Hessian | Libéral |
| 4e Kings        |                       | John A. Campbell      | Libéral |            | Montague Annear    | Libéral |
| 5e Kings        |                       | William Hughes        | Libéral |            | George E. Saville  | Libéral |

### Prince
| Circonscription | Membre de l'assemblée | Membre de l'assemblée | Parti   | Conseiller | Conseiller                               | Parti   |
| --------------- | --------------------- | --------------------- | ------- | ---------- | ---------------------------------------- | ------- |
| 1er Prince      |                       | Aeneas Gallant        | Libéral |            | Thane Alexander Campbell                 | Libéral |
| 2e Prince       |                       | George Hilton Barbour | Libéral |            | William H. Dennis                        | Libéral |
| 3e Prince       |                       | Marin Gallant         | Libéral |            | Thomas M. Linkletter                     | Libéral |
| 4e Prince       |                       | C. Cleveland Baker    | Libéral |            | Walter Maxfield Lea Horace Wright (1936) | Libéral |
| 5e Prince       |                       | Edward P. Foley       | Libéral |            | Lucas R. Allan                           | Libéral |

### Queens
| Circonscription | Membre de l'assemblée | Membre de l'assemblée        | Parti   | Conseiller | Conseiller                | Parti   |
| --------------- | --------------------- | ---------------------------- | ------- | ---------- | ------------------------- | ------- |
| 1er Queens      |                       | Donald N. McKay              | Libéral |            | W. F. Alan Stewart        | Libéral |
| 2e Queens       |                       | Angus McPhee                 | Libéral |            | Bradford William LePage   | Libéral |
| 3e Queens       |                       | Russell C. Clark             | Libéral |            | Mark MacGuigan, Sr.       | Libéral |
| 4e Queens       |                       | Dougald MacKinnon            | Libéral |            | John Walter Jones         | Libéral |
| 5e Queens       |                       | Thomas William Lemuel Prowse | Libéral |            | Charles St. Clair Trainor | Libéral |